# Waukesha Engines

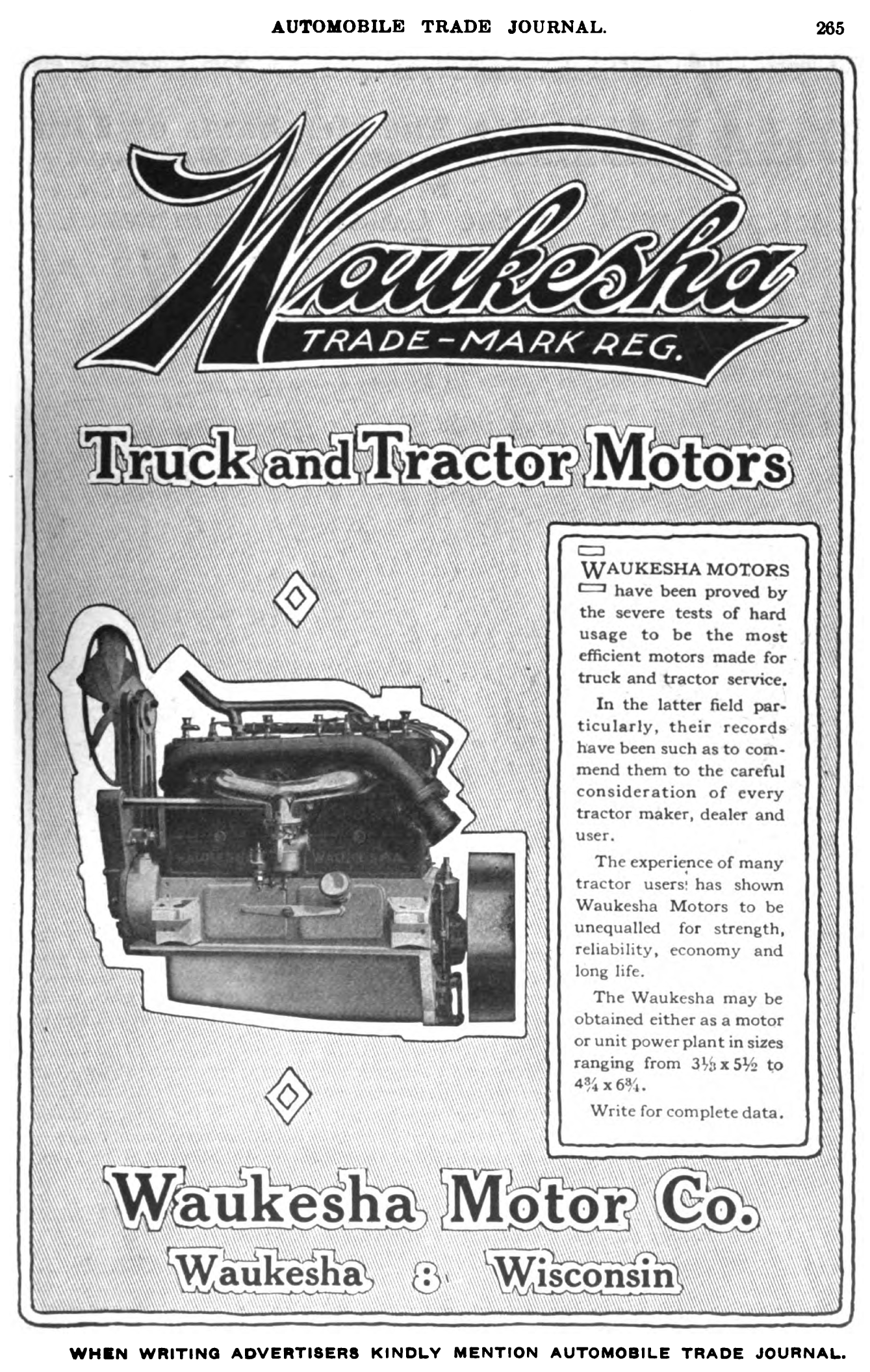
Anzeige für Lkw- und Traktorenmotoren der Waukesha Motor Company im Automobile Trade Journal (Vol. 20/1916)

Waukesha Engines wurde 1906 in Waukesha gegründet und ist heute eine Advent International gehörende Marke großer, stationärer Gasmotoren. Früher baute man auch kleinere Motoren, unter anderem für Automobile, Nutzfahrzeuge und Traktoren.

## Unternehmensgeschichte
Das Unternehmen wurde 1906 als Blue Front Garage von Harry L. Horning und Fred Ahrens gegründet, die zuvor als Chefingenieur und Mechaniker bei der Modern Steel Structural Company angestellt waren. In ihrer Freizeit hatten sie den Motor der Yacht ihres Chefs repariert und kamen so auf die Idee, einen eigenen Motor zu entwickeln. Bis dieser marktreif war, reparierten, pflegten und lagerten sie Kundenfahrzeuge in ihrem Betrieb an der North Street. Mit dem Bauern Allan Stebbins aus Wales fand sich auch ein Investor und das Unternehmen wurde als Waukesha Motor Company neu organisiert.
Zunächst wurden Bootsmotoren hergestellt, die sich bei den Bootsbesitzern auf dem Lake Geneva bald einiger Beliebtheit erfreuten. Zwischen 1906 und 1910 baute Horning auf Bestellung und nach Kundenspezifikation nebenbei eine sehr kleine Anzahl von Automobilen der Marke Waukesha, natürlich mit eigenen Motoren. Dies wurde mit steigendem Auftragsvolumen im Motorenbau eingestellt.
Bereits 1908 hatte die Stadt Chicago einen Waukesha-Motor für ein Feuerwehrfahrzeug erworben. Eine ganze Reihe von Automobil- und Nutzfahrzeugherstellern verwendeten in der Folge Waukesha-Motoren. Bald wurden die vorhandenen Anlagen zu klein ein Neubau wurde an der West St. Paul Avenue errichtet. 1916 warb Waukesha für großvolumige Traktormotoren von (Bohrung × Hub) 3⅓ Zoll × 5¾ Zoll, ergebend einen Hubraum von 383.9 c.i. (6291 cm³) bis 4¾ Zoll × 6¾ Zoll ergebend einen Hubraum von 1098.7 c.i. (18.004 cm³).

### Liberty-Lkw

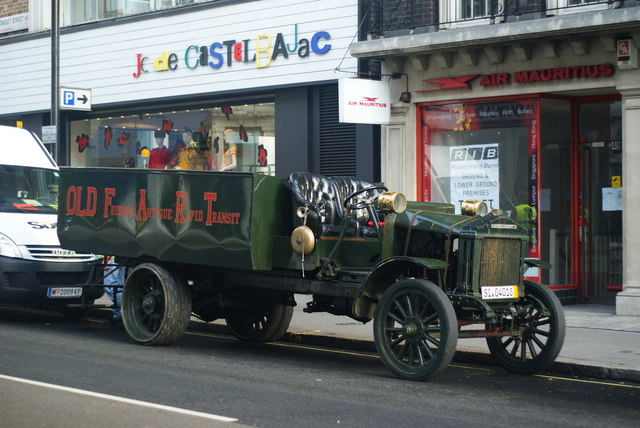
Liberty-Lkw von Pierce-Arrow, ca. 1916

Ab 1917 beteiligte sich Waukesha als einer von mehreren Motorenlieferanten am Liberty-truck-Programm der US-Regierung. Der Liberty-Armeelastwagen wurde nach Spezifikationen des US-Militärs von zahlreichen Nutzfahrzeugherstellern gebaut; Zweck war es, den soeben in den Ersten Weltkrieg eingetretenen USA und deren Verbündeten möglichst schnell möglichst viele Fahrzeuge zur Verfügung zu stellen.

#### Hersteller von Liberty-Lkw (Auswahl)
Insgesamt bauten 15 US-Hersteller solche Militärlastwagen, die das Rückgrat der US-Armee bildeten.
- Selden-Hahn Motor Truck Corporation, Rochester (New York)
- Pierce-Arrow Motor Car Company, Buffalo (New York)
- Republic Motor Truck Company, Alma (Michigan)
- Bethlehem Motor Truck Company, Allentown (Pennsylvania)
- Diamond T, Chicago (Illinois)
- Brockway Motor Trucks, Cortland (New York)
- Sterling Trucks, Redford Township (Mississippi)
- White Motor Company, Cleveland (Ohio)

### Zweiter Weltkrieg
Waukesha belieferte auch im Zweiten Weltkrieg die US-Armee mit Motoren in sehr großer Stückzahl.

### Geschichte nach 1945
1957 wurde Climax Engineering Company in Clinton übernommen, ebenfalls ein Hersteller großer Motoren. 1973 wurde das Unternehmen an die 1955 in Tulsa gegründete Arrow Engine Company verkauft.
1959 warb Waukesha damit, 3,5 Millionen Pferdestärken produziert zu haben. Im Angebot waren Diesel-, Benzin-, Kerosin- und Alkoholmotoren.
1968 wurde Waukesha Engines von Bangor Punta aufgekauft.
1974 erwarb Dresser Industries das Unternehmen und gliederte es als Waukesha Engine Division in den Konzern ein.
1989 wurde der niederländische Motorenhersteller Brons Industrie N.V. übernommen.
2010 wurde Waukesha Engines (damals Dresser Waukesha genannt) von General Electric (GE) übernommen.
Nach einer Konzernumbildung 2012 wurde das Werk der GE Power & Water angegliedert.
Im September 2015 kündigte GE an, die Produktion von Verbrennungsmotoren nach Kanada auszulagern und das Werk in Waukesha stillzulegen, was dort den Verlust von 350 Arbeitsplätzen zur Folge hatte. Die Schließung stand in Zusammenhang mit dem politischen Konflikt um die Export-Import Bank of the United States, welche Exportrisikogarantien für US-Firmen bereitstellte.
2018 wurde GE Waukesha an die Finanzfirma Advent International verkauft. Gemeinsam mit der ebenfalls verkauften Firma GE Jenbacher wird Waukesha seit November 2018 unter der Dachmarke Innio geführt.

## Fahrzeuge mit Waukesha-Motoren (Auswahl)

### Personenwagen
- Crosley Motors, Marion (Indiana) (Type 150, seitengesteuerter Zweizylinder-Boxermotor) 1939–1942
- Fawick, Sioux Falls (South Dakota) und Silent Sioux; wenige Exemplare mit 40 HP Vierzylinder; 1908–1912.[11]
- Multiplex, Berwick (Pennsylvania); Luxuswagen mit 50 bhp Vierzylinder; nur 1912–1913.[12]
- Pratt-Elkhart, Elkhart (Indiana); Vierzylinder mit 269 c.i. (4,4 Liter) für 30-35 HP 1910 und Forty 1911; KU4, 302 c.i. (4,9 Liter) für Forty 1912–1913; 366 c.i. (6,0 Liter) für Fifty, 1913–1915[13]
- Waukesha, Waukesha (Wisconsin); 1906–1910[2]

### Nutzfahrzeuge
- Acason Motor Truck Company, Detroit (Michigan); Waukesha-Motoren 1915–1925
- Bethlehem Motor Truck Company, Allentown (Pennsylvania)
- Chase Motor Truck Company, Syracuse (New York) 1906–1921; Waukesha-Motoren 1915–1919 in Lkw und Traktoren.[14]
- Columbia Coach Works, Los Angeles (Kalifornien);[15] Überlandbusse; Nachfolger von Pickwick
- Euclid Trucks, Ohio
- Fageol, Oakland (California); Lkw, Pkw, Karosserien; wurde 1939 zu Peterbilt. Gefertigt wurden Motoren mit paarweise gegossenen Zylindern („twin cast“) und in Monobloc-Bauweise[16]
- Farmer Boy (USA, Columbus (Ohio) 1915–1920)[17][18]
- Maytag Corporation, Des Moines (Iowa); Traktoren (nur 1916)[19]
- Moreland Motor Truck Company, Burbank (Los Angeles County) (Kalifornien)
- Mowag Ortsdienstwagen (Schweiz, Kreuzlingen TG)
- Pickwick Motor Coaches (USA, El Segundo, Inglewood, Los Angeles (Kalifornien);[20] Überlandbusse)

## Andere frühe US-amerikanische Fahrzeugmotorenhersteller (Auswahl)
- Buda Engine Co., Harvey (Illinois)
- Buffalo Gasoline Motor Company, Buffalo (New York)
- Briggs & Stratton, Milwaukee (Wisconsin)
- Continental Motors Company,
- Foos Gas Engine Company, Springfield (Ohio)
- Herschell-Spillman, North Tonawanda (New York)
- Lycoming Foundry and Machine Company, Williamsport (Pennsylvania)
- Wisconsin Motor Manufacturing Company, Milwaukee (Wisconsin)